# Гостиці (присілок)
Гостиці (рос. Гостицы) — присілок у Сланцевському районі Ленінградської області Російської Федерації.
Населення становить 1176 осіб. Належить до муніципального утворення Гостицьке сільське поселення.

## Історія
Згідно із законом від 1 вересня 2004 року № 47-оз належить до муніципального утворення Гостицьке сільське поселення.

## Населення
| 2007 | 2010  |
| ---- | ----- |
| 1255 | ↘1176 |